# Pomosty
Pomosty – Dolnośląski Rocznik Literacki, ukazuje się od 1996 roku, jest zbiorową prezentacją pisarzy należących do Wrocławskiego Oddziału Stowarzyszenia Pisarzy Polskich. Tytuł nawiązuje do wydawanego w latach 1966–1973 wrocławskiego almanachu młodych. Publikowane są w nim recenzje, eseje literackie, proza i poezja, między innymi wiersze laureatów Turnieju Jednego Wiersza im. Rafała Wojaczka i Wrocławskiej Wiosny Poetyckiej.

## Adres redakcji
Wrocław, Rynek – Ratusz 26

## Wydawca
Stowarzyszenie Pisarzy Polskich Oddział we Wrocławiu, Rynek – Ratusz 26